# Оружейникам Удмуртии, героям трудового фронта Великой Отечественной войны (памятник)
Памятник «Оружейникам Удмуртии, героям трудового фронта Великой Отечественной войны» — открытая в 2019 году в Ижевске скульптурная композиция, посвящённая подросткам, работавшим на заводах Удмуртии в годы Великой Отечественной войны.

## История
В сентябре 2018 года на ежегодном Форуме оружейников, проходившем в Ижевске, представители Ижевского государственного технического университета выступили с предложением установки на территории своего кампуса памятника юным оружейникам времён Великой Отечественной. Инициативная группа в составе Ольги Арматынской, Сергея Жилина и Владимира Ярыгина представила проект, посвящённый их подвигу, во Всероссийском конкурсе «Культурный след»—2018.
По итогам экспертного заседания конкурса, на котором рассматривались свыше 500 различных идей, памятник «Мальчика у станка» оказался в пятёрке победителей, получивших гранты в размере 250 тыс. рублей.
«Наиболее точно отображающим суть заявленного проекта» был признан проект ижевского скульптора Павла Медведева. Основой для разработки композиции памятника стала найденная в музее Ижевского механического завода фотография военных лет, на которой запечатлены 11 подростков в ватниках, ушанках, будённовках, заменивших в тылу ушедших на фронт отцов и старших братьев, чтобы бесперебойно снабжать советскую армию стрелковым оружием.
Реализация проекта осуществлялась при организационной и финансовой поддержке администрации ИжГТУ, а также участию предприятий-партнёров. Подготовительные работы для установки памятника были выполнены силами университета, а концепция музея под открытым небом — пресс-службой вуза. Подвиг юных оружейников и памятник упоминается в песнях поэтов и музыкантов Сергея Жилина и Дмитрия Манылова.
Торжественное открытие памятника состоялось 7 ноября 2019 года в сквере имени М. Т. Калашникова возле Дворца студентов «Интеграл» ИжГТУ. Событие, приуроченное к 100-летию со дня рождения конструктора стрелкового оружия, дало старт череде праздничных мероприятий города, посвящённых 75-летию Победы.

## Описание
В памятнике, отлитом из бронзы, отображены три подростка-рабочих — по словам автора Павла Медведева, увековечить всех 11 мальчишек с фотографии не позволил бюджет. Постамент, на котором они стоят, выполнен в форме ящиков, которые подставляли в годы войны недотягивающимся до станков детям.
Рядом с героями трудового фронта расположен исторический экспонат: найденный в подвале ИжГТУ заводской станок военных лет, прошедший серию операций по реставрации, обжигу, обезжириванию, обработке специальными составами.
Скульптурную композицию окружают гранитные пилоны с фотографиями, документами и текстами начала 40-х годов, образуя тем самым своеобразный «мини-музей» под открытым небом.